# SURF

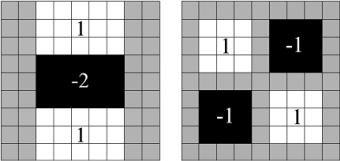
Aproximovaná a diskretizovaná gausovská jádra druhých parciálních derivací, s kterými metoda SURF pracuje. Zde o velikosti 9×9.

SURF (Speeded-Up Robust Features) je metoda, která dokáže popsat obrázek pomocí deskriptorů. Jedná se novější obdobu metody SIFT. Popis pomocí deskriptorů vygenerovaných metodou SURF je invariantní vůči rotaci a vzdálenosti kamery od popisovaného objektu. 
Algoritmus SURF se využívá v mnoha aplikacích počítačového vidění. Je používán např. pro rekonstrukci 2D a 3D scén, klasifikaci obrázků a především pro rychlý popis obsahu obrázku. Míru podobnosti dvou obrázků lze měřit např. Eukleidovskou vzdáleností. 
Průběh metody SURF lze rozdělit na dvě fáze. V první fázi se hledají klíčové body obrázku, kterými mohou být rohy, skvrny nebo T-spoje. Druhou fází je výpočet deskriptoru z okolí klíčového bodu.

## Určení klíčových bodů
SURF využívá pro detekci klíčových bodů integrální obraz. Pomocí integrálního obrazu je možné získat údaj o intenzitě oblasti obrázku v konstantním čase s potřebou znát jen krajní body oblasti. K detekci významných bodů v obraze se využívá detektoru založeného na výpočtu determinantu Hessovy matice. V tomto případě má Hessova matice následující tvar:
{\displaystyle H({\textbf {x}},\sigma )=\left[{\begin{array}{cc}L_{xx}({\textbf {x}},\sigma )&L_{xy}({\textbf {x}},\sigma )\\L_{xy}({\textbf {x}},\sigma )&L_{yy}({\textbf {x}},\sigma )\end{array}}\right]}
Kde {\displaystyle {\textbf {x}}\,\!} představuje bod ve vstupním obraze {\displaystyle I\,\!} a {\displaystyle L_{xx}({\textbf {x}},\sigma )} je konvoluce druhé derivace Gaussovy funkce {\displaystyle {\frac {\partial ^{2}}{\partial x^{2}}}g(\sigma )} se vstupním obrázkem {\displaystyle I\,\!}.